# 5228 Máca
Az 5228 Máca (ideiglenes jelöléssel 1986 VT) a Naprendszer kisbolygóövében található aszteroida. Zdenka Vávrová fedezte fel 1986. november 3-án.